# 中国人民解放军陆军第七十八集团军医院
中国人民解放军陆军第七十八集团军医院，位于黑龙江省牡丹江市爱民区天晴街1号，隶属中国人民解放军陆军第七十八集团军，为三级乙等医院。

## 简介
中国人民解放军第二〇九医院创建于1946年8月。1970年9月，中国人民解放军第二〇九医院由吉林省吉林市移驻黑龙江省牡丹江市。2014年初，中国人民解放军沈阳军区联勤部发出《关于开展军区医疗机构层级帮建的通知》，确定中国人民解放军第四六三医院对口帮建第二〇九医院，为期3年。2016年，在深化国防和军队改革中，第二〇九医院由中国人民解放军沈阳军区联勤部转隶中国人民解放军北部战区陆军后勤部。

## 历任领导
| 院长 …… - 李忠伟（？—） | 政治委员 …… |